# Cerocoma schaefferi
Espèce
Cerocoma schaefferi est une espèce d'insectes de l'ordre des coléoptères, de la famille des Meloidae, de la sous-famille des Meloinae, de la tribu des Cerocomini, et du genre Cerocoma.

## Description

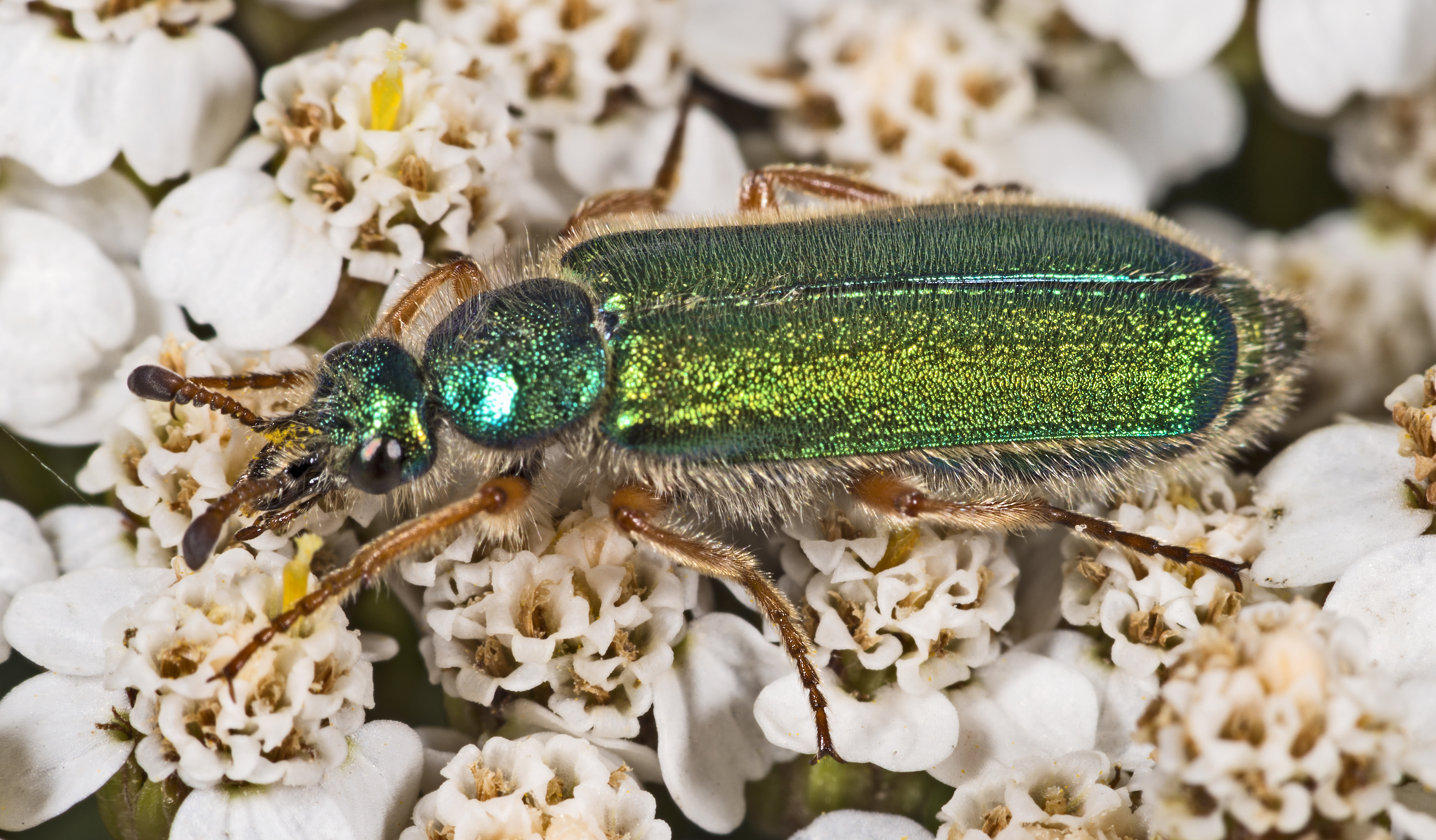
Femelle
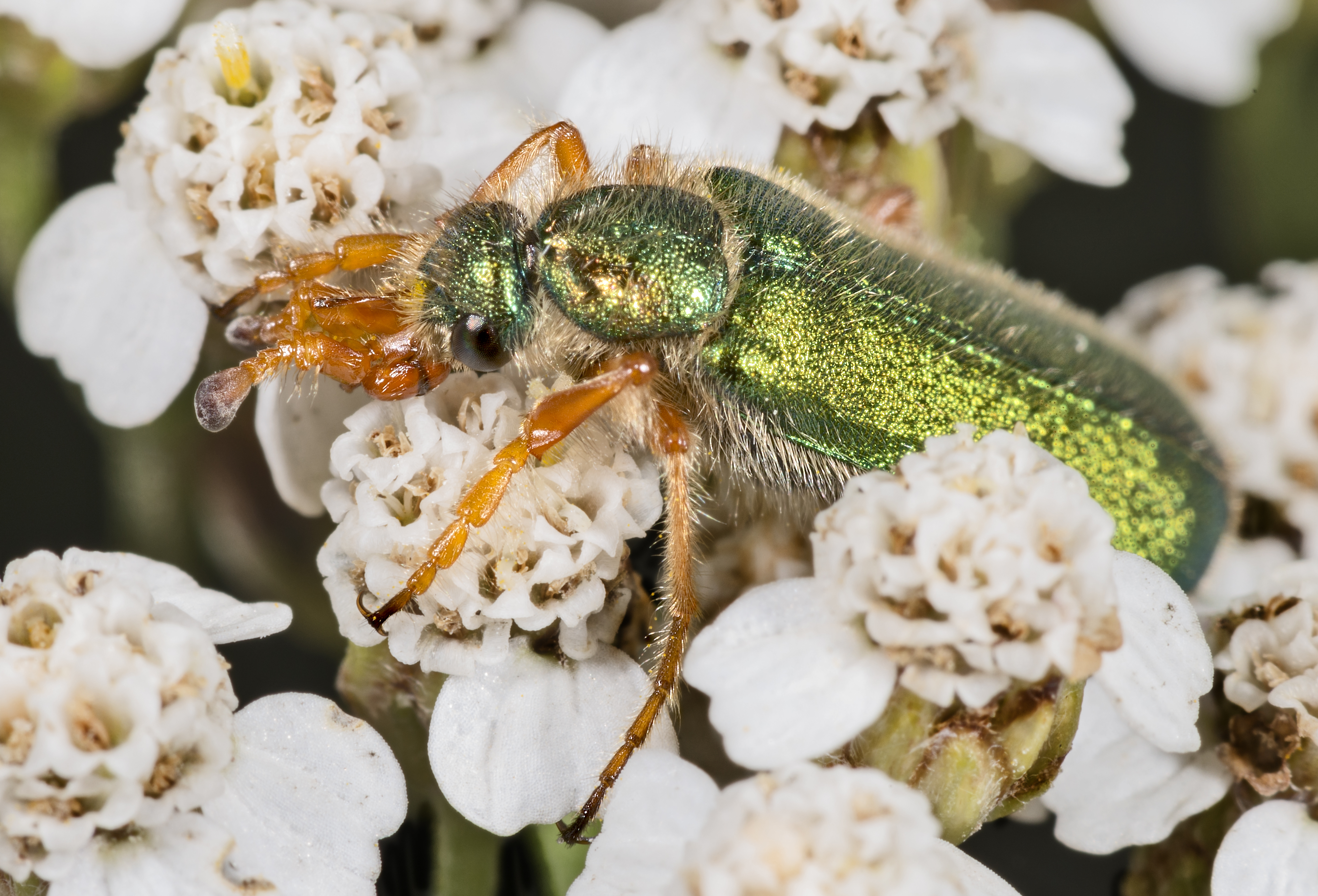
Mâle
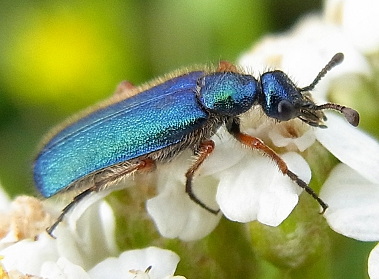
Femelle forme bleue beaucoup plus rare
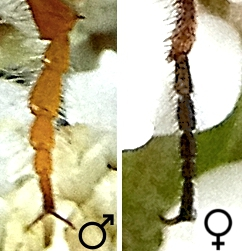
Particularité du tarse suivant le sexe

## Systématique
- L'espèce a été décrite  par le naturaliste suédois Carl von Linné en 1758[1].

### Synonymie
- Meloe schaefferi Linné, 1758 Protonyme

### Nom vernaculaire
- Cérocome de Schaeffer (féminin)[2].

### Taxinomie
Cette espèce appartient au sous-genre Cerocoma (Cerocoma) Geoffroy, 1762.

## Distribution
L'espèce est répandue en Europe. Dans le sud de l'Europe, on la trouve dans tous les pays, à l'exception des îles et de quelques petits États. En Europe centrale, il n'y a que des signalements en Belgique et au Luxembourg, dans l'est de l'Europe centrale, le coléoptère est commun, en Allemagne et en Autriche, cependant, il ne se reproduit que sporadiquement et rarement. L'occurrence est limitée au nord. L'espèce est absente des îles britanniques, du Danemark, de la Norvège, de la Finlande et des provinces du nord de la Russie. A l'est, l'espèce est répandue avec des lacunes jusqu'au Moyen-Orient et dans le Caucase.